# 紀元前821年
紀元前821年（きげんぜん821ねん）は、西暦による年。

## 他の紀年法
- 干支 : 庚辰
- 中国
  - 周 - 宣王7年
  - 魯 - 武公5年
  - 斉 - 厲公4年
  - 晋 - 献侯2年
  - 秦 - 荘公元年
  - 楚 - 熊徇元年
  - 宋 - 恵公10年
  - 衛 - 釐侯34年
  - 陳 - 釐公11年
  - 蔡 - 夷侯17年
  - 曹 - 戴伯5年
  - 燕 - 釐侯6年
- 朝鮮
  - 檀紀1513年
- ユダヤ暦 : 2940年 - 2941年
- アッシリア暦 : 3930年
- 人類紀元 : 9180年